# GMM Grammy
 (octobre 2019).
Si vous disposez d'ouvrages ou d'articles de référence ou si vous connaissez des sites web de qualité traitant du thème abordé ici, merci de compléter l'article en donnant les références utiles à sa vérifiabilité et en les liant à la section « Notes et références ».
GMM Grammy (thaï : จีเอ็มเอ็ม แกรมมี่) est un label discographique, thaïlandais, fondé en 1983 sous la société mère "Grammy Entertainment". Elle est spécialisée dans la musique string thaïlandaise.

## Histoire

### 1983 - 1986
En 1983, Paiboon Damrongchaitham a apporté l'argent accumulé d'environ 4 à 500 000 bahts comme capital social pour la création de Grammy Entertainment Co., Ltd. avec Rewat Buddhinan, un musicien célèbre de cette époque. et un groupe d'amis de l'Université de Chulalongkorn et l'Université Thammasat Fondée le 11 novembre, elle a été créée pour exploiter une entreprise de production musicale et enregistrer pour la distribution. a le statut d'une maison de disques et principalement producteurs d'artistes, musiciens La première œuvre sous licence des Grammys est la production du Thai Maha Orchestra Écrit par Luang Pradit Phairoh (Sorn Silapabanleng) dans la première phase de l'entreprise en tant qu'activité principale de création de musique thaïlandaise internationale. avec le premier artiste Dr.Panthiwa Sinrattanan en sortant le premier album Niyai Rak Jark Gorn Mek (นิยายรักจากก้อนเมฆ) Et plus tard, les Grammys ont produit 3 émissions de télévision : Yim Sai Kai (ยิ้มใส่ใข่), Muk Gwah Haew (มันกว่าแห้ว) et Siang Tid Dao (เสียงติดดาว).
En 1984, les Grammys ont connu un grand succès avec la sortie de l'album Ter 1 de Rewat et avec Carabao sur Made in Thailand, qui était le cinquième album du groupe dont les Grammys ont fait la promotion en direct. En vendant jusqu'à 5 millions de cartouches, c'est le record de vente d'albums d'artistes thaïlandais, le plus élevé de Thaïlande, que personne n'a pu battre jusqu'à aujourd'hui.
En 1986, le premier album de Thongchai McIntyre est sorti, l'album Had Sai Sailom, Song Rao (หาดทราย สายลม สองเรา) est sorti, qui était très populaire. tout en augmentant la production de musique rock Dont le groupe Micro dans le premier album, Rock Lek Lek (ร็อค เล็ก เล็ก), qui a également eu beaucoup de succès, à partir de la chanson "Rak Pon Pon" (รักปอนปอน). Muen Fahrenheit (หมื่นฟาเรนไฮต์) qui a une chanson célèbre, Ow Pai Lerei (เอาไปเลย), qui est devenue plus tard une chanson régulière pour les concerts de Meu Kwa Samakkee (มือขวาสามัคคี) et Tem Tang (เต็มถัง), dont la célèbre chanson est Som Lon (ส้มหล่น)

### 1988 - 1993
En 1988, MGA Co., Ltd. (Music Generating Administration) a été créée pour produire et distribuer des bandes musicales et divers produits de divertissement, puis a commencé à se développer dans la production de programmes de télévision et de radio.
En 1989, expansion de l'activité radio en créant A Time Media Company Limited, contrôlée par Saithip Prasananon, en diffusant sur 2 stations, la première étant Green Wave et Hot Wave.
En 1991, Exact Co., Ltd. a été créée pour produire des programmes et des séries télévisées, contrôlées par Takonkiet Virawan et commencer à diffuser la sitcom "3 Num 3 Mum" (3 หนุ่ม 3 มุม). créé une société Extrorganizer Co., Ltd. est une entreprise de spectacles et de concerts. faire grandir l'entreprise plus
En 1993, la société a commencé à entrer dans l'ère de la protection du droit d'auteur et de la sagesse des créateurs d'œuvres musicales et de divertissement et a été cotée en bourse sous le nom de Grammy Entertainment en 1994. Mention Public Company Limited exploite une entreprise de musique. et les médias en permanence jusqu'à devenir la première entreprise du marché de la musique en Thaïlande Avec des revenus de l'industrie de la musique pas moins de 3 000 millions de bahts par an, la même année a commencé une entreprise cinématographique appelée Grammy Film et en 1996 a commencé à se développer dans le secteur de la presse écrite. en investissant dans le magazine Image

### 1997 - 2004
Et puis a commencé à se développer sur les marchés étrangers. La société a ouvert ses portes à Taiwan en 1997 et l'Institut de l'école de musique MIFA a été créé en 1999. L'année suivante, en l'an 2000, l'unité commerciale E - Business a été créée.
Plus tard, en 2002, il y a eu une restructuration majeure de l'entreprise et de l'organisation. Les opérations commerciales sont clairement divisées en deux groupes. et a changé son nom en GMM Grammy Public Company Limited (modifié en novembre 2001) et a créé GMM Media Public Company Limited, contrôlée par Saithip Montrikul Na Ayudhya. pour mener tous les types d'activités médiatiques en rapprochant les deux sociétés cotées à la Bourse de Thaïlande et a une valeur marchande de 5 000 millions de bahts en transférant la vente d'une filiale qui exploite des activités de radio Entreprise de production télévisuelle et l'activité d'édition de 8 sociétés par le mot "GMM" signifie "Global Music & Media"
Plus tard dans l'année 2003, le groupe a une stratégie pour développer l'activité cinématographique. La même année, il y avait un film appelé Fan Chan par 365 films, avec le cofinancement de GMM Pictures avec Tai Entertainment et Hub Ho Hin comme le film le plus rentable cette année-là. d'une valeur de 137,7 millions de bahts et la même année Le film Beautiful Boxer a également reçu beaucoup d'attention internationale, réalisé par Ekachai Uekrongtham. qui plus tard, les 3 sociétés se sont regroupées pour former GMM Tai Hub Co., Ltd.
Puis, en 2004, GMM Grammy Plc. a enregistré les revenus et les bénéfices les plus élevés depuis sa création. s'élevant à plus de 6 671 millions de bahts et, par conséquent, la valeur marchande de Le groupe GMM Grammy a une valeur de plus de 11 025 millions de bahts et la même année, la société vise à devenir "King of content" par des coentreprises avec des partenaires commerciaux tels que Dee Talk Company Limited, une entreprise de télévision, Siam Infinite fournit des services. , GMM Tai Hub Co., Ltd., une entreprise cinématographique, et Ninja Returns Communication Co., Ltd. organisent des événements et des concerts.

### 2005 - 2006
Au cours de l'année 2005 GMM Grammy avoir un événement important Les détails sont les suivants.
- En avril, développement des activités événementielles en investissant 50 % dans Index Events Agency Public Company Limited (Index Event) via une filiale. GMM Media Plc. Élu "Best Small Cap" de Thaïlande et classé deuxième pour les versements de dividendes réguliers organisé par le magazine Finance Asia
- En juin, investissez dans SE-EDUCATION Public Company Limited pour développer la coopération commerciale telle que les canaux de distribution.
- En juillet, investi conjointement dans Clean Karaoke Company Limited pour gérer les droits d'auteur de la musique. gestion de la facturation de la cabine de karaoké La société détient 80% du capital social de 20 millions de bahts.
- En septembre, investissement par l'intermédiaire de GMM Media Plc. pour se développer dans le secteur des journaux. en investissant 20% dans Matichon et 23,6% dans Bangkok Post

En 2006, investi conjointement dans GMM Fitness Club Company Limited pour fournir des services de centre de fitness. dans laquelle la société détient des parts Dans la proportion de 51% du capital social de 40 millions de bahts la même année, investi conjointement dans Lucks Music 999 Company Limited pour développer l'activité de production et de distribution de produits musicaux, la société détenant 50% du capital social de 20 millions de bahts.

### 2007 - 2012
L'année suivante, 2007, la société a acheté des actions ordinaires de 3-RD Co., Ltd., détenant 50 % des actions, pour un montant de 2,63 millions de bahts. La même année, GMM Media Public Company Limited a investi dans des actions ordinaires de Channel V Thailand Music dans la proportion de 25%, soit 16,65 millions de bahts.
Puis en 2008, il y a eu à nouveau une grande restructuration d'entreprise et d'organisation. en radiant GMM Media de la bourse et laissez GMM Grammy détenir toutes les actions fusionner en faisant de GMM Grammy la maison mère du groupe En conséquence, le bénéfice net de cette année-là était de 7 834 millions de bahts, ce qui est à nouveau le plus élevé depuis sa création.
Plus tard, en 2009, GMM Grammy Group détient conjointement une participation de 50 % avec la Bourse de Thaïlande par l'intermédiaire de Family Know-How Co., Ltd. par GMM Media Plc. Mettre en place une station de télévision par satellite avec 4 chaînes avec un investissement de 500 millions d'euros baht à présenter sous la forme d'une station de télévision de divertissement. qui a lieu 24 heures sur 24
En 2010, GMM Grammy a le revenu total le plus élevé de plus de 8 863 millions de bahts.La même année, il a investi dans Acts Studio Co., Ltd.et Exact Co., Ltd., qui sont des sociétés associées à exploiter. construction d'un grand studio en détenant 50% du capital social de 200 millions de bahts et la même année Investissement dans Luck Satellite Company Limited pour produire des programmes télévisés diffusés par satellite. en détenant 25% du capital social de 20 millions de bahts
En 2011, a rejoint la coentreprise avec CJ O Shopping Co., Ltd., qui est la première entreprise de téléachat en République de Corée. exploiter une entreprise de téléachat La société détient 51% du capital social total de 540 millions de bahts.
et en 2012, investi dans des actions ordinaires de GMM Sat Company Limited pour fournir des services de plate-forme de télévision par satellite. en détenant toutes les actions du capital social de 100 millions de bahts et GMM Sat a investi dans des actions ordinaires de GMM B Company Limited pour fournir des services de télévision par satellite payants (Pay TV) en détenant toutes les actions du capital social, qui est de 1 million de bahts

### 2013 - Présent
En mars 2013, GMM Tai Hub a réalisé le film P'Mak..Phra Khanong Sorti aux yeux du public et a réalisé le revenu au box-office le plus élevé de l'histoire du cinéma thaïlandais à 567 millions de bahts.
En mai, GMM Tai Hub a lancé un total de 13 épisodes de la série Hormone Distracted, qui a été diffusée sur les chaînes de télévision par satellite. GMM un et via la chaîne youtube qui est devenue une série populaire à l'échelle nationale Peut atteindre plus de 80 millions de téléspectateurs sur YouTube.
En septembre, la société a augmenté son capital pour investir dans l'investissement stratégique avec un ratio de 5 actions existantes pour 1 action nouvelle au prix de 10 bahts par action, s'élevant à 106 052 989 actions, ce qui lui a permis de lever des fonds de 1 milliard de bahts. Total 636 317 936 actions, s'élevant à 636 317 936 bahts et décembre La société a participé à la vente aux enchères de licences de spectre pour les services de télévision numérique terrestre. Type de service national aux entreprises et a remporté l'enchère 2 chaînes, qui sont une chaîne générique haute définition (Variety HD), plus tard one31, et une chaîne générique de définition standard (Variety SD), plus tard GMM 25.
Le 9 octobre 2017, la chaîne YouTube de GMM Grammy est entrée dans l'histoire en tant que première chaîne en Thaïlande et en Asie du Sud-Est avec plus de 10 000 000 d'abonnés.
Plus tard en 2021, GMM Grammy a collaboré avec YG Entertainment pour créer YG”MM afin de faire des artistes thaïlandais des artistes professionnels de classe mondiale. et améliorer la qualité de l'industrie musicale thaïlandaise Plus tard, le 18 octobre de la même année, les actionnaires de la famille Damrongchaitham a transféré toutes les actions qu'il détient dans GMM Grammy à Fah Damrongchaitham Company Limited en tant qu'actionnaire dans la proportion de 52,05%, ce qui est une restructuration du groupe Damrongchaitham Parce que Paibun est très vieux. et souhaitez allouer un patrimoine personnel au pool familial Y compris la mise en place d'une constitution familiale pour diviser clairement les tâches de gestion des membres de la famille Damrongchaitham dans GMM Grammy, Paiboon détient toujours la majorité des voix dans Fah Damrongchaitham Co., Ltd. avec une participation de 99 %. Paiboon a donné aux 4 enfants. à maintenir à parts égales à 0,25% chacun.
Puis en 2023, GMM Grammy s’est associé à RS Group. Un autre label de musique thaïlandais célèbre. qui est le principal concurrent Enregistré pour créer une coentreprise sous le nom d'Across The Universe et organiser des concerts communs entre les artistes des deux labels sous le nom de Grammy RS Concerts.
Et depuis le 27 février de la même année, GMM Grammy annonce une restructuration majeure de son activité. En séparant le secteur de la musique Organiser un concert et gestion des artistes est passé sous la supervision d'une filiale nouvellement créée Plus tard, le nom de la filiale a été annoncé sous le nom de GMM Music Company Limited, qui a été enregistrée le 7 avril. Le 27 juillet, le conseil d'administration a approuvé l'introduction de GMM Music, qui est la société musicale phare de GMM Grammy et est cotée en bourse. de Thaïlande, tout comme le label rival RS Music, qui prévoit d'être coté en bourse à peu près au même moment.
Plus tard le 15 novembre, GMM Grammy a annoncé avoir achevé la restructuration du secteur de la musique. En procédant à la cession de l'activité musique qui comprend les actifs, les passifs, diverses obligations et le personnel du secteur de la musique et des actions ordinaires nominatives dans la partie de leurs actions détenues dans des filiales du secteur musical, à savoir GMM Music Publishing International (part de 100 %), G200M (part de 100 %), GR Vocal Studio (part de 65 %) et YGMM (part de 51 %). à GMM Music a été achevé le 1er septembre. Par conséquent, GMM Grammy a adapté son modèle commercial à partir d'une entreprise commerciale générale. Il s’agit d’une société qui exerce ses activités en détenant des actions dans d’autres sociétés. Et le 14 novembre, le conseil d'administration de GMM Grammy a désigné GMM Music comme filiale exerçant un cœur de métier qui n'a pas le statut de société cotée. Cependant, après avoir achevé le processus de levée de fonds publics via l'introduction en bourse de GMM Music, GMM Grammy désignera GMM O Shopping comme filiale non cotée qui exploitera son activité principale.
Plus tard, le 11 mars 2024, GMM Music a été transformée en société anonyme sous le nom de GMM Music Public Company Limited.

## Sociétés du groupe et entreprises affiliées
Liste des entreprises et entreprises du groupe GMM Grammy classées par type d'entreprise en 6 secteurs d'activité : entreprise de musique, entreprise de médias, entreprise de radiodiffusion, entreprise de cinéma, entreprise de jeux vidéo et autres entreprises.

### Entreprise de musique
Entreprise musicale et entreprise liée à la musique GMM Grammy est le marché de la musique n ° 1 en Thaïlande (70%) selon le modèle «Total Music Business». Entreprise de musique et de droit d'auteur, entreprise de contenu numérique, entreprise de showbiz et entreprise de gestion d'artistes Plus de 10 000 chansons ont été créées par les Grammys et sont gérées par Krit Thomas, directeur général de Music Business.

#### Label
- Genie Records
- Music Cream
- UP^G
- White Music
- SANAMLUANG MUSIC
- Gene Lab
- Werkgang
- GRAND MUSIK
- MBO
- One Music (nom d'origine Exact Music)
- GMMTV Records
- Retrocity
- Grammy Gold

#### Société de distribution
- GRAMMY BIG
  - GMM SHOPS

##### autrefois
- MGA
  - Imagine

#### Société de gestion des droits d'auteur
- GMM Music Publishing International
- Clean Karaoke (Grammy Karaoke)
- G.I.P. Management

#### Société de gestion de spectacles et de concerts
- GMM LIVE
- A-Time Showbiz

#### Gestion des artistes
- Aratist

## Métiers des médias, de la télévision et de la radio
GMM Grammy est l'une des plus grandes entreprises de médias intégrés en Thaïlande. Mais à l'heure actuelle, les activités des médias, de la télévision et de la radio ont été séparées principalement sous la direction de The One Enterprise, avec la direction suivante :

### Groupe d'entreprises de coentreprises
The One Enterprise Public Company Limited est une société de gestion de stations de télévision, de production de médias et de gestion d'acteurs. La direction principale est Takonkiet Viravan.
GMM Grammy a créé GMM HD Digital TV Trading Co., Ltd en 2013. La société détient 100 % des actions nominatives afin d'envoyer une filiale participer à la vente aux enchères de systèmes de télévision numérique. Et ces chaînes de télévision ont commencé à diffuser en 2014, la société a changé son nom en GMM One TV Trading Co., Ltd. puis à la fin de la même année. a vendu 49 % des actions de l'augmentation de capital à Takonkiet et au groupe de Takonkiet pour un investissement conjoint, et Takonkiet a transféré les activités télévisuelles d'Exact Co., Ltd. et de Scenario Co., Ltd. de GMM Media pour les combiner avec GMM One TV Trading. encore acheter des actions détenues dans GMMTV. et les actions détenues dans Acts Studio par Exact et Scenario. La société a ensuite été renommée The One Enterprise Co., Ltd. en 2015 et a ensuite acquis GMM Channel Holding Co., Ltd. convertie en société publique et cotée à la Bourse de Thaïlande en 2021
The One Enterprise est actuellement l'un des plus grands producteurs de télévision. Répondre à tous les groupes cibles pour alimenter principalement Channel One 31 et GMM 25, ainsi que d'autres chaînes de télévision, stations de radio affiliées et tous les canaux en ligne.La Société exploite 4 activités principales, y compris les activités connexes suivantes :

#### Entreprise de télévision
GMM Grammy a participé à l'enchère pour une licence d'exploitation d'une chaîne de télévision numérique dans la catégorie générale des images haute définition (Haute Définition : HD) gérée par One 31 Company Limited, filiale de The One Enterprise, sous le nom de Channel One 31 (Anglais : ONE 31) et à partir du 1er décembre 2020, The ONE Enterprise GMM Channel Holding a également obtenu le droit de représenter le marketing et l'octroi de licences des programmes télévisés GMM 25 de GMM Grammy via GMM Holding afin de répondre à tous les publics cibles.

#### Entreprise de radio
GMM Media Public Company Limited est un fournisseur de services de station de radio affilié. et est l'un des principaux actionnaires d'Atime Media Company Limited, une société de production de programmes radio, et de Radio Concept Company Limited, une société de production de spots publicitaires radio. Actuellement, il existe les stations de radio suivantes :
- EFM94
- Chill Online
- Green Wave 106.5

#### Entreprise de production de programmes télévisés
La seule entreprise se livre également à la production de programmes pour les étrangers en fonction de leurs besoins Les deux chaînes de télévision de l'alliance telles que Thairath TV, Channel 3 HD, Amarin TV, PPTV et des chaînes en ligne nationales et internationales, dont 8 chaînes, avec des sociétés de production affiliées comme suit
- Me Mi Ti (Société associée)
- GMMTV
- Change 2561
- GMM Studios International

#### Entreprise événementielle et showbiz
Atime Media Company Limited et Change 2561 Company Limited sont des sociétés d'accueil d'événements. et le plus grand showbiz du pays

#### Entreprise de gestion de studio
The One Enterprise gère les studios de production télévisuelle pour Channel One 31 et GMM 25 et les loue à des sociétés extérieures. dans de nombreux domaines comme suit :
- Acts Studio Company Limited est l'exécutif d'un grand studio de production télévisuelle dans le sous-district de Bang Khu Wat. District de Muang Pathum Thani Pathum Thani Province sous le nom Acts Studio
- GMM TV Company Limited exploite un studio de production télévisuelle dans le bâtiment GMM Grammy Place sous le nom de GMMTV Creative Space.
- One 31 Co., Ltd. est le locataire du studio de production télévisuelle, GMM Studio, situé derrière le bâtiment GMM Grammy Place de Geurt Fah Co., Ltd.

#### Entreprise de gestion d'artistes
Exact Scenario Company Limited et GMMTV Représenter la communication et la planification entre les artistes et les clients qui souhaitent embaucher des artistes dans le cadre de The One Enterprise Group. avec plus de 200 artistes encadrés

#### Entreprise de vente connexe
GMMTV est un producteur de programmes et d'artistes. à vendre via les canaux en ligne du groupe The One Enterprise

### Autres activités non liées à des coentreprises

#### Entreprise de théâtre
Scenario Company Limited est l'un des principaux producteurs de théâtre en Thaïlande. en gérant le Broadway Theatre Théâtre Muang Thai Ratchadalai en collaboration avec Muang Thai Life Assurance et Siam Commercial Bank et est également le développeur d'une variété de pièces de théâtre

#### Entreprise de chaîne de télévision
GMM Grammy a participé à l'enchère pour une licence d'exploitation d'une station de télévision numérique dans la catégorie générale des programmes de télévision à définition standard (SD) gérée par GMM Channel Company Limited sous le nom de GM. M25 (anglais : GMM 25) a ensuite été transféré de GMM Channel Holding à GMM Holding, qui plus tard GMM Holding, a nommé une coentreprise The One Enterprise être un agent de commercialisation

#### Entreprise de gestion d'artistes
Content and Artist Network Co., Ltd. est une importante société de gestion d'artistes. développer le potentiel et entrer dans un travail convenable

## Autres entreprises de médias qui ne sont pas liés aux deux activités principales

### Entreprise de presse écrite
- GMM Publishing House
- GMM Inter Publishing
- SE-EDUCATION SE-ED Book Center (il y a des succursales dans tout le pays)

Magazines et publications affiliées
- Publications dans SE-ED Book Group

### Entreprise de télévision par satellite
Chaîne de télévision par satellite GMM Grammy Utilise les chaînes des satellites Thaicom 5 pour diffuser via des antennes paraboliques. dans les systèmes en bande C et en bande KU, y compris la télévision par câble locale à travers le pays En catégorisant les chaînes que les entreprises ou les différents domaines de travail du groupe GMM Grammy sont producteurs de programmes ou co-actionnaires. Il y a une liste de canaux comme suit.
- Fan TV, une chaîne moderne de musique et de variétés de style luk thung de Grammy Gold qui plaît aux fans de musique. Se concentrer sur la lecture des chansons et du karaoké de Luk Thung et Luk Krung dans le groupe Grammy A commencé à diffuser en octobre 2008 et en septembre 2012 a développé le système de diffusion en tant que télévision haute définition (HDTV) en tant que première chaîne. Géré par Fan TV Co., Ltd.
- O Shopping, une chaîne pour introduire des produits de qualité en provenance de Corée du Sud Il a commencé à être diffusé en juillet 2012.
- ME TV, une chaîne de présentation de produits pour toute la famille A commencé à diffuser en 2017 Géré par G-CJ Company Limited
- Autres lignes de travail dans lesquelles GMM Grammy Public Company Limited détient des actions
  - Money Channel - Exploité par Family Know How Co., Ltd.

### Entreprise de cinéma
- GDH 559
- Tifa
- Hub Ho Hin Films
- Phenomena Motion Pictures (production de films production de publicités diffusées)
- Upper Cut (Produire des publicités diffusées pour divers produits)
- Two To Films
- Production House
- DUCKBAR
- Nadao Bangkok
- Sawasdee Thaweesuk
- Playmore Entertainment

### Entreprise numérique
- GMM Digital Domain
- Digital Arms

site Internet
- Site Web gmember.com, le plus grand site Web de service de contenu en Thaïlande. Nombre moyen de visiteurs 200 000 personnes par jour (données 2010)

### d'autres affaires
- GMM Holding
- Family Know How (Principaux médias de la Bourse de Thaïlande)
- MIFA Institute of Music (a des succursales dans tout le pays)
- GMM Fitness Club
- ATime Traveller
- Geurt Fah (immobilier)
- Terrains, hôtels et copropriétés haut de gamme Immeubles de grande hauteur et bureaux à Bangkok, Chiang Mai et Taiwan
- Grammy Vocal Studio
- Sat Trading
- Panjaluck Pasuk Faire fonctionner le D'Luck Cinématique Théâtre

## Artistes

### Artistes masculins
- Bird McIntyre
- Chinawut Indracusin
- Puttichai Kasetsin
- Boy Peacemaker
- Dome Jaruwat
- Jakraphan Khonburiteerachote
- Rewat Buddhinan
- Phurikulkrit Chusakdiskulwibul

### Artistes féminines
- Da Endorphine
- Palmy
- Tata Young
- Tai Orathai
- Lula
- Nuengthida Sophon
- Jintara Poonlarp
- Pornchita Na Songkhla
- Waen Thitima
- Wichayanee Pearklin
- Vieng Naruemon
- Packky Sakonnaree
- Am Chonthicha

### Groupes
- Asanee-Wasan
- AB Normal
- Bodyslam
- Loso
- Silly Fools
- PARADOX
- Potato
- China Dolls
- Golf & Mike
- Nok Lae